# NGC 2346
NGC 2346 (другое обозначение — PK 215+3.1) — планетарная туманность в созвездии Единорог. Центральная звезда является очень тесной парой звезд, обращающихся вокруг друг друга с периодом 16 дней. Туманность необычно ярка в инфракрасной части спектра.
Этот объект входит в число перечисленных в оригинальной редакции «Нового общего каталога».